# سيرريتوس (كاليفورنيا)
سيرريتوس (بالإنجليزية: Cerritos)‏ هي إحدى مدن مقاطعة لوس أنجليس، كاليفورنيا. تم إعطاءها لقب مدينة في 24 أبريل، 1956.

## أعلام
- موريس كستنائي
- إيدي لويس
- كاسبر وير
- سونغ مين
- جيمي كيم